# Don Vito Corleone
Vito Corleone (nascido Vito Andolini) é um personagem fictícia do romance The Godfather, de Mario Puzo, de 1969, e dos dois primeiros filmes da trilogia de Francis Ford Coppola. Vito é originalmente interpretado por Marlon Brando no filme The Godfather de 1972, e mais tarde por Oreste Baldini quando menino e por Robert De Niro quando jovem em The Godfather Part II (1974). Ele é um imigrante siciliano órfão que constrói um império da máfia.
Ele e sua esposa Carmela têm quatro filhos: Santino ("Sonny"), Frederico ("Fredo") e Michael, e uma filha Constanzia ("Connie"). Vito adota informalmente o amigo de Sonny, Tom Hagen, que se torna seu advogado e consigliere. Após a morte de Vito, Michael o sucede como Don da família do crime Corleone.
Vito supervisiona um negócio baseado em jogos de azar, contrabando, prostituição e corrupção sindical, mas é conhecido como um homem gentil e generoso que vive de acordo com um rígido código moral de lealdade aos amigos e, acima de tudo, à família. Ele também é conhecido como um tradicionalista que exige respeito compatível com seu status; até mesmo seus amigos mais próximos se referem a ele como "Padrinho" ou "Don Corleone" em vez de "Vito".
Vito Corleone é baseado em uma composição de figuras da máfia de Nova Iorque de meados do século XX, Carlo Gambino, Frank Costello, Joe Bonanno, e Joe Profaci.
A história do personagem começa como Vito Andolini em Corleone, na Sicília, no Reino da Itália. No romance, ele teria nascido em 29 de abril de 1887, que está escrito em sua lápide no primeiro filme; no entanto, o segundo filme estabelece sua data de nascimento em 7 de dezembro de 1891. Em 1901, o chefe da máfia local, Don Ciccio, mata o pai de Vito, Antonio, quando ele se recusa a prestar-lhe homenagem. Paolo, irmão mais velho de Vito, jura vingança, mas os homens de Ciccio o matam também. A mãe de Vito implora a Ciccio para poupar Vito, mas Ciccio se recusa, argumentando que o menino buscará vingança quando adulto. Após a recusa de Ciccio, a mãe de Vito aponta uma faca para a garganta de Ciccio, permitindo que seu filho escape enquanto os homens de Ciccio a matam. Amigos da família contrabandeiam Vito para fora da Sicília, colocando-o em um navio com imigrantes que viajam para a América. Na Ilha Ellis, um oficial da imigração o renomeou como Vito Corleone, presumivelmente por engano, usando sua aldeia como sobrenome. Mais tarde, ele usa Andolini como seu nome do meio em reconhecimento à herança de sua família.
Vito é acolhido pela família Abbandando, que são parentes distantes dele, em Little Italy, no Lower East Side de Nova Iorque. Vito se aproxima muito dos Abbandandos, principalmente do filho deles, Genco, que é como um irmão para ele. Vito ganha a vida honestamente na mercearia dos Abbandandos, mas o Abbandando mais velho é forçado a demiti-lo quando Don Fanucci, um blackhander e padrone do bairro local, exige que a mercearia contrate seu sobrinho.
Em 1920, Vito faz amizade com pequenos criminosos Peter Clemenza e Salvatore Tessio, que o ensinam a sobreviver cercando vestidos roubados e fazendo favores em troca de lealdade. Fanucci fica sabendo da operação de Vito e exige uma redução em seus lucros ilegais ou ele denunciará Vito e seus sócios à polícia. Vito então elabora um plano para matar Fanucci. Durante o festival de Saint Rocco, Vito segue Fanucci dos telhados de Little Italy, pulando de um prédio para o outro, enquanto Fanucci volta para casa. Vito entra no prédio de Fanucci e atira em seu peito, rosto e garganta, matando-o. Vito então assume o controle do bairro, tratando-o com muito mais respeito do que Fanucci.
Vito e Genco iniciam a Genco Pura Olive Oil Company, uma importadora de azeite. Eventualmente, ela se torna a maior empresa importadora de azeite do país e a principal frente legal para o crescente sindicato do crime organizado de Vito. Entre Genco Pura e suas operações ilegais, Vito se torna um homem rico. Em 1923, ele retorna à Sicília pela primeira vez desde que fugiu quando criança. Ele e seu parceiro Don Tommasino eliminam sistematicamente os homens de Don Ciccio que estavam envolvidos no assassinato da família de Vito e marcam um encontro com o próprio Ciccio. O idoso Ciccio está quase cego e surdo e não consegue reconhecer o agora adulto Vito. Quando Ciccio pede que ele se aproxime, ele se revela filho de Antonio Andolini e abre a barriga do velho Don, vingando sua família. Tommasino assume a cidade e é o aliado mais leal da família no velho país pelo próximo meio século.
No início dos anos 1930, Vito organizou suas operações criminosas como a família do crime Corleone, uma das mais poderosas do país. Genco Abbandando é seu consigliere, e Clemenza e Tessio são caporegimes. Quando menino, o filho mais velho de Vito, Sonny, traz seu amigo Tom Hagen, um órfão sem-teto, para ficar com os Corleones e Vito o adota não oficialmente. Já adulto, Sonny se torna um capo, o herdeiro aparente de Vito e subchefe de facto. Fredo, o segundo filho de Vito, é considerado muito fraco e pouco inteligente para lidar com negócios importantes da família e assume apenas responsabilidades menores. Vito tem uma relação difícil com o filho mais novo, Michael, que não quer saber dos negócios da família. Michael se alista para lutar na Segunda Guerra Mundial contra a vontade de Vito. Quando Michael é ferido em combate, Vito mexe os pauzinhos para que ele seja dispensado com honra e enviado de volta aos Estados Unidos, sem o conhecimento de Michael.
Por volta de 1939, Vito muda sua casa e base de operações para Long Beach, Nova Iorque em Long Island, onde Genco atua como seu conselheiro de maior confiança até que é acometido de câncer e não pode mais cumprir suas funções. Hagen, que agora se tornou advogado praticante, assume o lugar de Genco.
Vito se orgulha de ser cuidadoso e razoável, mas não abandona completamente a violência. Quando seu afilhado, o cantor Johnny Fontane, quer ser dispensado de seu contrato com um líder de banda, Vito se oferece para comprá-lo, mas o líder da banda se recusa. Vito então faz ao líder da banda uma "oferta que ele não pode recusar": ele faz seu temível assassino pessoal, Luca Brasi, colocar uma arma na cabeça do líder da banda e diz ao líder da banda que, em cinco segundos, sua assinatura ou seu cérebro serão estar no contrato.

## O padrinho
Em 1945, Vito hospeda o casamento de Connie com o pequeno criminoso Carlo Rizzi e honra a tradição siciliana de conceder favores no dia do casamento de sua filha. Ele concorda em fazer com que os homens de Clemenza espancassem dois estudantes universitários que agrediram sexualmente a filha do amigo da família Amerigo Bonasera, e em enviar Hagen a Hollywood para persuadir o magnata do cinema Jack Woltz a escalar Fontane para seu último filme. Quando Woltz se recusa, ele acorda e encontra a cabeça decepada de seu premiado cavalo de corrida, Cartum, em sua cama; está implícito que Vito ordenou que o cavalo fosse morto.
Logo depois, o chefão da heroína Virgil Sollozzo pede a Vito que invista em sua operação. Sollozzo é apoiado pela família rival Tattaglia e quer a influência política e a proteção legal de Vito. Vito recusa, acreditando que os políticos e juízes em sua folha de pagamento se voltariam contra ele se ele se envolvesse com o tráfico de drogas. Durante a reunião, Sonny manifesta interesse no negócio; após a reunião, Vito repreende seu filho por deixar um estranho saber o que ele estava pensando. Pouco depois, quando Vito vai comprar laranjas em uma barraca de frutas, os assassinos de Sollozzo surgem com as armas em punho. Vito corre para seu Cadillac, mas leva cinco tiros. Fredo, que acompanhava Vito, larga a arma e não consegue responder ao fogo enquanto os assassinos fogem. (O assassinato de Frank Scalice inspirou a tentativa de assassinato de Vito.)
Vito sobrevive, entretanto, então Sollozzo faz uma segunda tentativa de assassinato no hospital. Mark McCluskey - um capitão da polícia corrupto na folha de pagamento de Sollozzo - removeu os guarda-costas de Vito, deixando-o desprotegido. No entanto, Michael chega momentos antes do ataque iminente. Percebendo que seu pai está em perigo, Michael transfere Vito para outro quarto e afirma sua lealdade ao lado da cama de Vito.
Enquanto Vito se recupera, Sonny atua como chefe interino da família. Michael, sabendo que seu pai nunca estará seguro enquanto Sollozzo viver, convence Sonny a deixá-lo matar Sollozzo e McCluskey. Michael atrai os dois homens para uma reunião em um restaurante no Bronx, recupera uma arma plantada por Clemenza no banheiro e mata os dois homens a tiros. Michael é então contrabandeado para a Sicília sob a proteção do amigo e parceiro de negócios de Vito, Don Tommasino. As mortes de Sollozzo e McCluskey iniciam uma guerra entre as famílias Corleone e Tattaglia, com as outras famílias de Nova Iorque apoiando a última. Depois que Sonny é morto pelos homens de Barzini, Vito retoma o controle e negocia um acordo de paz entre as famílias, durante o qual ele percebe que Barzini planejou o atentado contra sua vida e o assassinato de Sonny.
Michael volta para casa para se tornar o herdeiro aparente de Vito. Michael se casa com sua namorada Kay Adams, e Vito se aposenta, tornando Michael o chefe operacional da família - algo que Vito nunca desejou para seu filho favorito. Vito se torna seu consigliere informal, substituindo Hagen. Michael convence Vito de que é hora de tirar a família do crime organizado. Ao mesmo tempo, Michael e Vito planejam secretamente eliminar os outros dons de Nova York, enquanto permitem que eles reduzam os interesses da família Corleone para induzi-los à inação.
Vito avisa Michael que Barzini armará para Michael ser morto sob o disfarce de uma reunião; Barzini usará um dos membros mais confiáveis da Família Corleone como intermediário. Pouco depois, em 29 de julho de 1955, Vito morre de ataque cardíaco em seu jardim enquanto brincava com seu neto, filho de Michael, Anthony. No romance, suas últimas palavras são: "A vida é tão bonita".
No funeral de Vito, Tessio inadvertidamente revela que ele é o traidor ao dizer a Michael que Barzini quer uma reunião e que pode marcá-la em seu território no Brooklyn, onde Michael estaria seguro. Dias depois, Michael elimina os outros dons de Nova Iorque em uma onda de assassinatos. Michael também ordena que Tessio e Rizzi sejam assassinados por conspirar com Barzini, junto com o mafioso de Las Vegas Moe Greene, que tem obstruído os esforços de Michael para comprar casinos. De uma só vez, a família Corleone recupera seu status de organização criminosa mais poderosa do país.

## Romances sequenciais
Vito aparece em The Godfather Returns, a sequência de Mark Winegardner de 2004 do romance de Puzo, e The Family Corleone, um romance de 2012 de Ed Falco. Esses romances exploram sua ascensão ao poder nas décadas de 1920 e 1930 e seus primeiros relacionamentos com sua esposa e filhos. Ele também aparece em O Siciliano, atuando como guia para Michael enquanto ele está na Sicília.

## Família
- Carmela Corleone - mulher, interpretada por Morgana King e Francesca De Sapio
- Santino "Sonny" Corleone - filho mais velho; interpretado por James Caan
- Frederico "Fredo" Corleone - filho do meio; interpretado por John Cazale
- Michael Corleone - filho mais novo; interpretado por Al Pacino
- Constanzia "Connie" Corleone - filha; interpretada por Talia Shire
- Tom Hagen - filho adoptado informalmente, interpretado por Robert Duvall
- Francesca Corleone-neta, gémea de Kathryn Corleone
- Kathryn Corleone-neta, gémea de Francesca Corleone
- Frank Corleone-Neto
- Santino Corleone, Jr. - Neto
- Vincent Corleone - Neto; interpretado por Andy García
- Anthony Corleone - Neto; interpretado por Franc D'Ambrosio e James Gounaris quando criança
- Mary Corleone - neta; interpretada por Sofia Coppola
- Victor Rizzi-Neto
- Michael Rizzi-Neto; interpretado por criança Sofia Coppola

## Retratos e influências

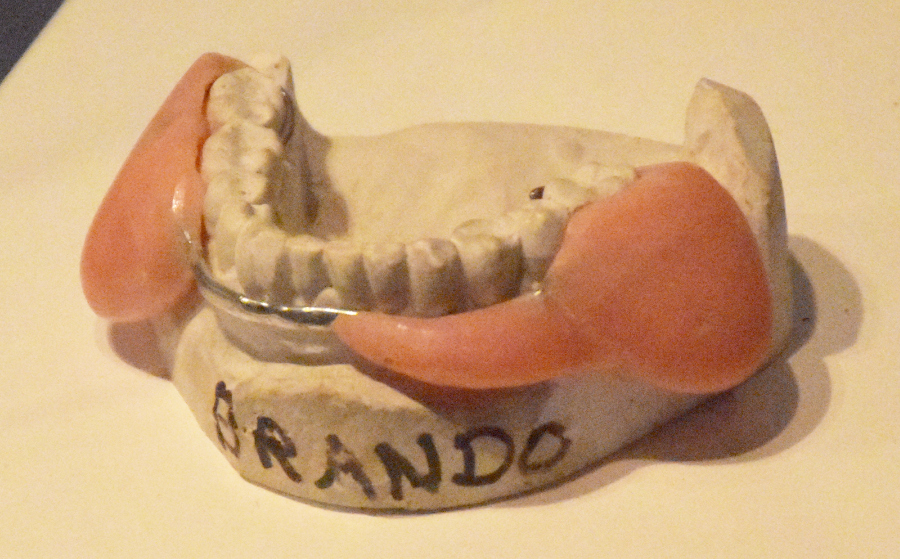
Prótese "dental plumper" usada por Brando para criar a aparência de papadas durante as filmagens de "O Poderoso Chefão"

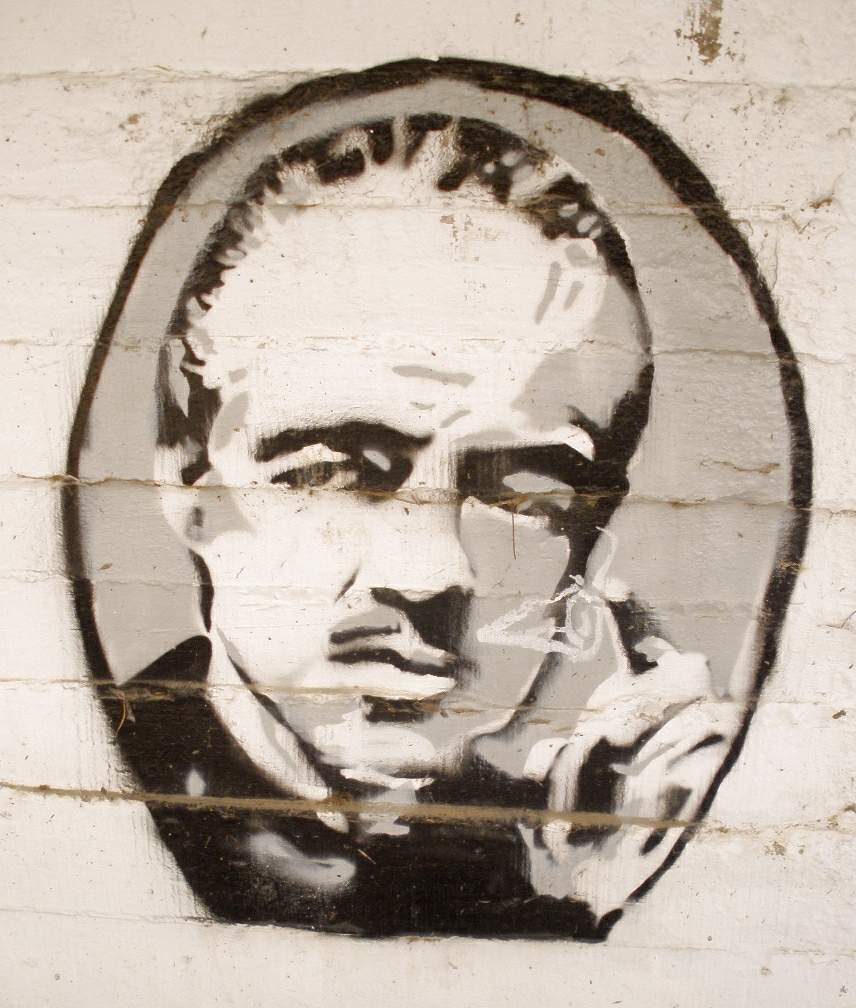
Graffiti em Legutio, Espanha

Em O Poderoso Chefão, Don Vito Corleone foi interpretado por Marlon Brando. Ele foi retratado como um menino por Oreste Baldini e como um homem mais jovem em O Poderoso Chefão Parte II de Robert De Niro. As atuações de Brando e De Niro ganharam o Oscar de Melhor Ator por Brando e Melhor Ator Coadjuvante por De Niro. Brando recusou seu Oscar. Ele enviou Sacheen Littlefeather para aceitar o prêmio em seu nome, que disse que Brando o recusou por causa do "tratamento dos índios americanos hoje pela indústria cinematográfica... e também com os recentes acontecimentos em Wounded Knee ".
Marlon Brando imaginou que o personagem teria papada de buldogue (bochechas caídas). Em suas audições, ele enfiou lenços de papel Kleenex entre os lábios inferiores e os dentes para criar essa aparência, que foram substituídos por uma prótese oral "mais gorda" feita sob medida durante as filmagens.
Por 48 anos, Vito Corleone foi o único papel na história a ter dois Oscars ganhos por interpretá-lo. Este recorde foi finalmente igualado por Joaquin Phoenix ganhando o Prêmio de Melhor Ator de 2019 pelo papel de O Coringa no filme Coringa, após a vitória de Heath Ledger de Melhor Ator Coadjuvante de 2008 por O Cavaleiro das Trevas.
A revista Premiere listou Vito Corleone como o maior personagem do cinema da história. Ele também foi selecionado como o 53º maior personagem do cinema pela Empire.
O personagem de Star Wars, Marlo the Hutt, foi inspirado na interpretação de Marlon Brando como Vito Corleone, aparecendo entre o Conselho Hutt em Star Wars: The Clone Wars.